# Gabriele Hammermann
Gabriele Hammermann (Düsseldorf, 13 maggio 1962) è una storica tedesca.
Dal 2009 è responsabile del memoriale del campo di concentramento di Dachau.

## Biografia
Gabriele Hammermann ha studiato storia moderna e contemporanea, storia medievale, storia dell'arte e sociologia presso le università di Treviri e Monaco di Baviera, dove nel 1988 ha conseguito la laurea. Dal 1988 al 1990 è stata vincitrice di una borsa di studio di ricerca presso l’Istituto Storico Germanico di Roma. Nel 1995, presso l’università di Treviri - Prof. Dr. Dr. Wolfgang Schieder - ha concluso il dottorato di ricerca dal titolo: “Il lavoro forzato per “l’alleato”. Condizioni di lavoro e di vita degli internati militari italiani in Germania 1943-1945”. 
Con tale ricerca ha fornito "per la prima volta un resoconto completo e metodologicamente diversificato del destino dei 600.000 internati militari“  e soprattutto delle loro condizioni di lavoro e di vita. La tesi di dottorato, pubblicata nel 2002, è stata tradotta in lingua italiana e nel 2005 è stata premiata con il "Premio Acqui Storia" alla voce "libro storico scientifico".
Nel 1996/1997 è stata collaboratrice di ricerche nel Memoriale del campo di concentramento di Buchenwald, dove ha curato una parte dell’esposizione permanente sul campo speciale sovietico n. 2 di Buchenwald. 
Dal 1997 al 2008 ha lavorato come vicedirettrice e assistente di ricerca presso il Memoriale del campo di concentramento di Dachau.
Ha fatto parte del team responsabile della prima grande riorganizzazione e progettazione delle esposizioni permanenti del Memoriale, completata nel 2002/2003. 
Nel 2009 ha sostituito Barbara Distel, la quale è stata direttrice del memoriale per molti anni. Nella sua nuova funziona di direttrice Gabriele Hammermann è stata responsabile della riorganizzazione del luogo di commemorazione presso il poligono delle SS di Hebertshausen inaugurato nel 2014. Nel 2019 ha presentato un programma completo per la riorganizzazione del Memoriale del campo di concentramento di Dachau.
Gabriele Hammermann fa parte di numerosi comitati scientifici, come la "Topografia del Terrore", la Documentazione di Obersalzberg, il Centro di documentazione NS di Monaco di Baviera, la “Halle 116” di Augusta e il Centro di documentazione sul lavoro coatto a Berlino. Dal 2009 al 2012 è stata membro della Commissione italo-tedesca degli storici, istituita nel 2008/09 dai Ministri degli Esteri della Repubblica Italiana e della Repubblica Federale Tedesca per indagare sul loro comune passato durante la Seconda Guerra Mondiale. Ha scritto numerose pubblicazioni sui lavori forzati, sul campo di concentramento di Dachau, sui crimini commessi nella fase finale della guerra e sul campo di internamento di Dachau. 
Gabriele Hammermann vive con il marito vicino a Monaco di Baviera. 

## Premi
- 2005 „Premio Acqui Storia“ per il libro „Gli internati militari italiani in Germania 1943-1945“.

- 2014 "Cavaliere dell'Ordine al Merito della Repubblica Italiana"- Decorazione della Repubblica Italiana.

| Controllo di autorità | VIAF (EN) 51928925 · ISNI (EN) 0000 0001 1570 4244 · BAV 495/297426 · LCCN (EN) nr2002043535 · GND (DE) 1064782094 · BNF (FR) cb145462143 (data) · J9U (EN, HE) 987007363046305171 |